# Калюжниця
Калюжниця (Caltha) — рід квіткових рослин родини жовтецеві (Ranunculaceae).

## Опис
Стебло розгалужене, висхідне. Листки цілісні, зарубчасті по краю, блискучі, нижні — серцеподібні, верхні — ниркоподібні. Оцвітина проста, віночкоподібна, з п'яти листочків. Плоди — багатолистянки.

## Поширення
Вид росте у вологих, болотистих місцинах у помірних та холодних зонах обох півкуль Землі.

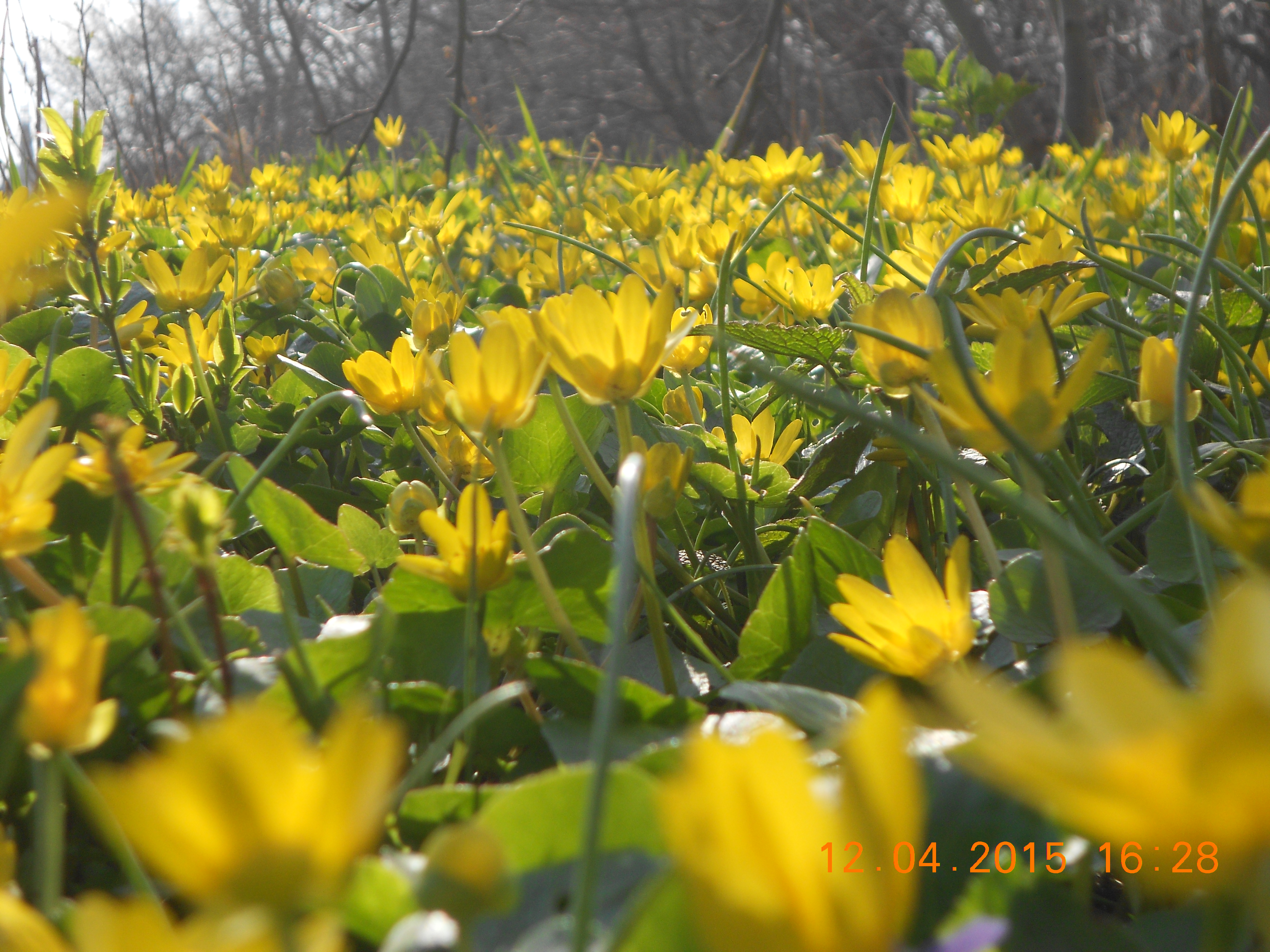
Калюжниці

## Класифікація
Рід містить 10 видів:
- Caltha alba
- Caltha appendiculata
- Caltha dionaeifolia
- Caltha introloba
- Caltha leptosepala
- Caltha natans
- Caltha novae-zelandiae
- Caltha obtusa
- Caltha palustris — Калюжниця болотяна
- Caltha sagittata
- Caltha scaposa